# زنژام
شهر زنژام (به فرانسوی: Zingem) در شهرستان اودنرد  در استان فلاندری شرقی  در منطقه فلاندری در کشور بلژیک واقع شده‌است.

## نگارخانه

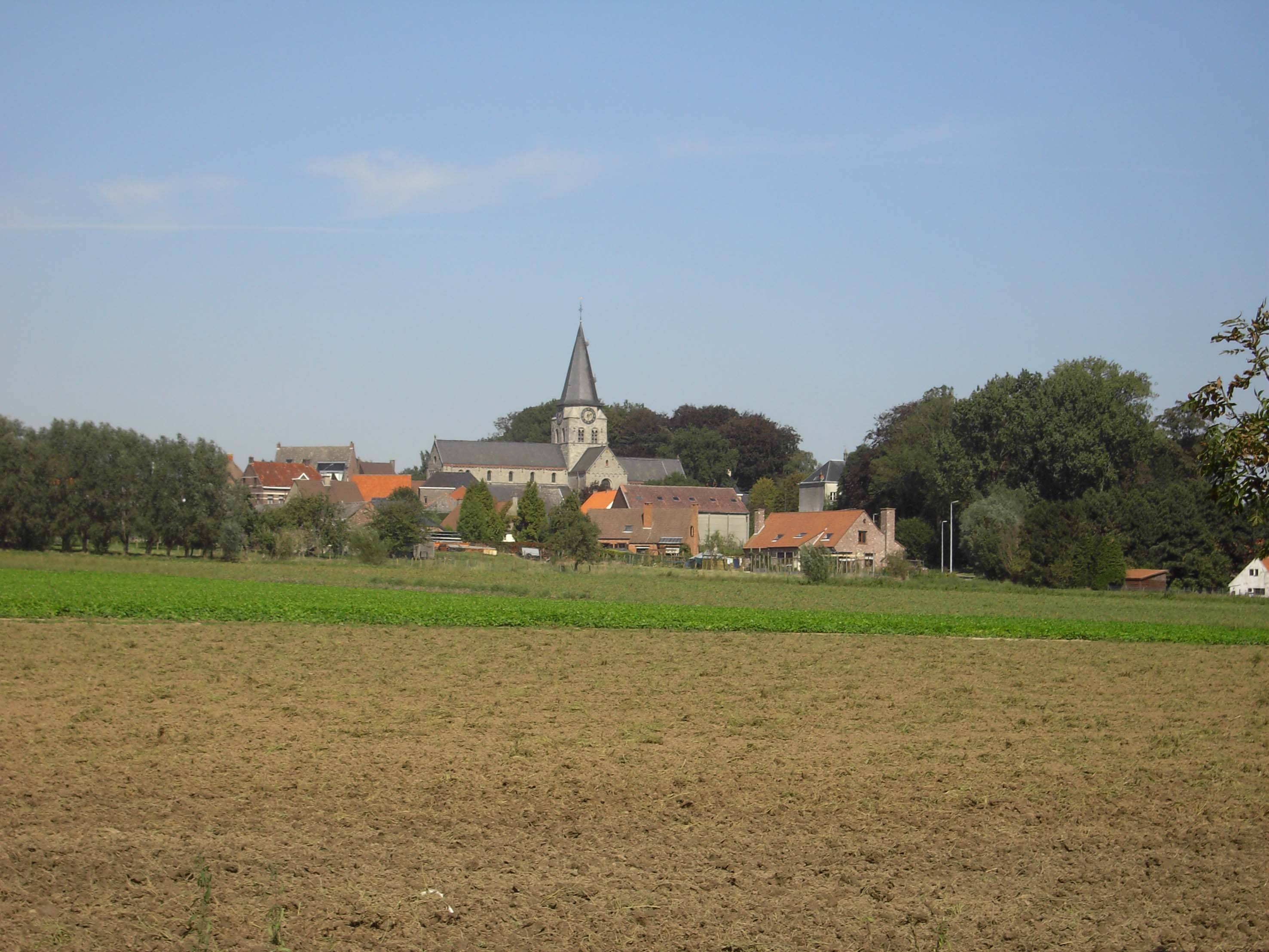
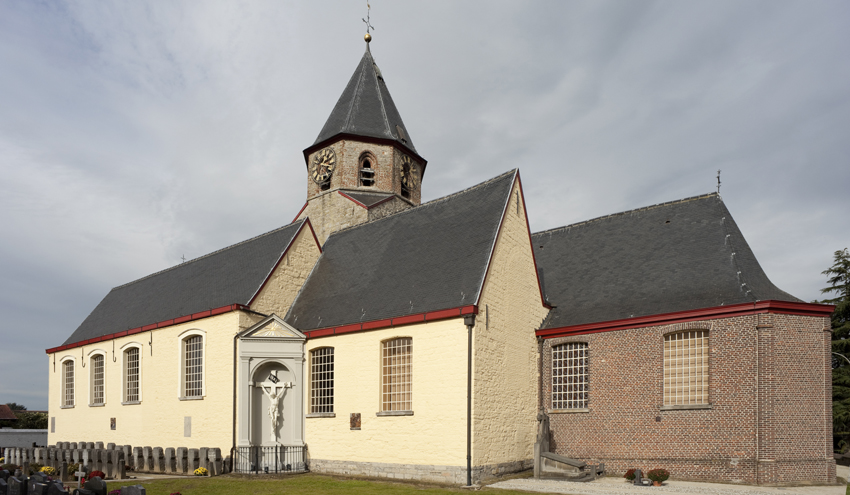